# Fontaine-le-Puits
Fontaine-le-Puits korábbi község (település) Franciaországban, Savoie megyében. 2016. január 1-jén Salins-les-Thermes községgel egyesült és Salins-Fontaine új község része lett.
Lakosainak száma 123 fő (2018. január 1.). Fontaine-le-Puits Le Bois, Saint-Jean-de-Belleville, Les Belleville, Salins-Fontaine, Villarlurin, Saint-Martin-de-Belleville és Salins-les-Thermes községekkel határos.

## Népesség
A település népességének változása:
| Lakosok száma | 115  | 105  | 89   | 92   | 108  | 137  | 136  | 123  | 124  | 123  |
|               | 1962 | 1968 | 1975 | 1982 | 1990 | 2008 | 2013 | 2015 | 2017 | 2018 |